# Procerocymbium
Procerocymbium Eskov, 1989 è un genere di ragni appartenente alla famiglia Linyphiidae.

## Distribuzione
Le quattro specie oggi attribuite a questo genere sono state reperite in Russia e in Canada.

## Tassonomia
A giugno 2012, si compone di quattro specie:
- Procerocymbium buryaticum Marusik & Koponen, 2001 — Russia
- Procerocymbium dondalei Marusik & Koponen, 2001 — Canada
- Procerocymbium jeniseicum Marusik & Koponen, 2001 — Russia
- Procerocymbium sibiricum Eskov, 1989[3] — Russia